# Londonderry (hrabstwo Rockingham)
Londonderry – jednostka osadnicza w Stanach Zjednoczonych, w stanie New Hampshire, w hrabstwie Rockingham.